# بطولة أوروبا للألعاب المائية 1927
بطولة أوروبا للألعاب المائية 1927 هو الموسم الثاني من بطولة أوروبا للألعاب المائية، عقد في الفترة 31 أغسطس–4 سبتمبر من 1927، وجرت المنافسات في مدينة بولونيا (إميليا رومانيا)، إيطاليا، ونظمت من قبل الاتحاد الأوروبي للسباحة.

## النتائج
| م        | الذهبية | الفضية | البرونزية |
| -------- | ------- | ------ | --------- |
| الفائزين | ألمانيا | السويد | هولندا    |